# Litanie na Rea

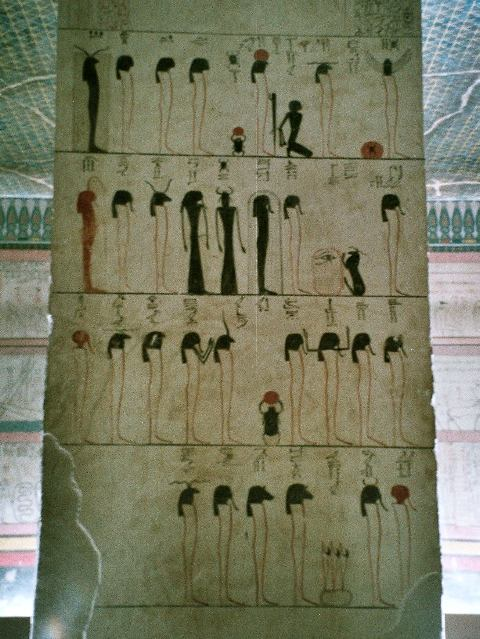
Noční podoby boha Rea uctívané v Litanii; hrobka Thutmose III.

Litanie na Rea (název je odvozen od formální podobnosti s novodobými litaniemi; původní egyptské pojmenování skladby znělo Kniha uctívání Rea na Západě nebo Uctívání Spojeného na Západě) je moderní označení užívané v egyptologii pro staroegyptské literární dílo – jednu z tzv. podsvětních knih z doby Nové říše vyhrazenou pro výzdobný program královských hrobek. Skládá se ze dvou částí: začíná tzv. velkou litanií oslovující slunečního boha Rea v jeho 75 jménech a podobách, které na sebe bere při své pouti po nebi a podsvětím, druhou část tvoří nepříliš jasný text, z nějž se zřetelněji vyděluje 9 oddílů zaobírajících se Reovou přítomností v podsvětí a jeho vztahy s Usirem a zemřelým králem. Cílem skladby bylo v analogii k věčnému slunečnímu cyklu integrovat jej do noční pouti slunce a zajistit mu tím vzkříšení a posmrtný život.

## Výskyt a užití textu
Úseky Litanie na Rea jsou poprvé doloženy v době 18. dynastie v hrobce vezíra panovnice Hatšepsuty Veseramona. O něco později jsou zaznamenány v pohřební komoře hrobky a na pohřebním rubáši Thutmose III.; na něm je uveden téměř úplný text úvodní velké litanie. Poté užívání skladby mizí a znovu se objevuje až v době Sethiho I. (KV17), od kdy je až do konce Nové říše vyhrazena pro královské pohřby. Je součástí výzdoby první a druhé přístupové chodby hrobek všech Sethiho nástupců až po Ramesse V. (KV9), poté jsou její části znovu použity až u Ramesse IX. (KV6) a Ramesse X. (KV18).

## Obsah textu
Litanie na Rea se skládá ze dvou částí. První část je tvořena tzv. velkou litanií. Zde je bůh Re jednotlivě oslovovován 75 jmény v každé ze svých 75 podob, které na sebe bere v průběhu své pouti nebem a podsvětím. Každá jednotlivá invokace začíná oslovením: „Chvála tobě, Ree mocný…“ a je doprovázana příslušným vyobrazením. Některé podoby jsou tvořeny tradiční Reovou ikonografií – Re je např. skarabem jako Cheprer, kocourem, dítětem, beranem jako ba. Jiné jsou ovšem znázorněny jako postavy mumií s rozdílnými hlavami a atributy. Některé Reovy podoby jsou označeny jmény jiných velkých bohů, zejména členů Devatera; Sutecha ovšem nahrazuje Hor. Řada jmen zdůrazňuje Reovo spojení s podsvětím: je označován jako „Ten, který je z podsvětí“, „Ten, který se modlí nad hroby“, „Ten, který obnovuje svět“, či přímo „Západ“, jiná odkazují na mrtvé či dokonce rozkládající se tělo boha a na jeho následné znovuzrození. Dále je důraz je kladem na představu prosvětlení temnoty a na dobrodiní pro blažené a tresty pro zatracené, které spolu se světlem do podsvětí přicházejí. Hlavním tématem je ovšem splynutí Rea s Usirem – zemřelým bohem podsvětí, jímž se oba ve věčném cyklu stále znovu obnovují.
Druhou část textu tvoří 9 oddílů, tzv. malých litanií, které svým obsahem navazují na předcházející velkou litanii:

1. litanie – zemřelý král, který hovoří ve 3. osobě, prohlašuje, že zná všechny podoby Rea a jeho jména, ztotožňuje se s jeho ba a prohlašuje, že proto bezpečně projde podsvětím, 
2. litanie – obyvatelům podsvětí je přikázano, aby vytvořili pro krále cestu, jíž jako člen Reova průvodu projde podsvětím, 
3. litanie – král se ztotožňuje s Nunem, Reovým ba a s jeho podobami, 
4. litanie – vzývání Usira a jeho setkání s Reem, 
5. litanie – ochrana před podsvětními vrahy a jinými nebezpečími, 
6. litanie – identifikace krále s blaženými obyvateli podsvětí, 
7. litanie – král se stává bohem tím, že jeho vnitřní orgány a jednotlivé části jeho těla jsou prohlášeny za totožné s některým z bohů, 
8. litanie – král je ztotožňován s Usirem, prohlašuje se za jeho dědice a oslovuje obyvatele podsvětí přinášející obětiny, 
9. litanie – oslava podsvětí jako země života a ztotožnění krále s Reem, po němž ba odchází na nebesa a tělo na zemi.